# Benedict Peuger
Benedict Peuger oder Poiger (Pseudonym: P. Euperg oder Dr. Euperg; * 17. August 1755 in Kössen als Johann Baptist Peuger; † 11. April 1832 in München) war ein österreichischer römisch-katholischer Geistlicher und Schriftsteller.

## Leben
Peuger kam 1765 zu einem Onkel nach Salzburg. Sein Studium begann er an der Universität Salzburg, an der er 1774 den Magistergrad erlangte. Anschließend widmete er sich dem Studium der Rechtswissenschaft, das er an der Universität Innsbruck fortsetzte. Am 12. April 1777 wurde er von den Augustiner-Chorherren in das Kloster St. Zeno aufgenommen. In diesem Zug erhielt er den Ordensnamen Benedict. Er absolvierte das Theologiestudium im Kloster Polling und erhielt im Herbst 1778 in Salzburg die Priesterweihe, nachdem er zuvor Subdiakon am Augsburger Dom war. Anschließend setzte er das Theologiestudium in Polling fort.
Peuger wurde Professor an der Klosterschule von St. Zeno, Bibliothekar des Stifts sowie ab 1781 Klosterpfarrer. 1791 wurde er Professor der Philosophie am Lyzeum in München. Er legte das Amt in München nieder, um seine Mutter zu unterstützen. 1796 erhielt er eine Stelle als Pfarrvikar in Kössen, von 1800 an Pfarrer in Kirchdorf in Tirol. Dort wurde er außerdem zum fürstbischöflich-chiemseeschen Geistlichen Rat ernannt. 1812 übernahm er schließlich die Stelle als Pfarrer zu St. Anna in München.

## Werke (Auswahl)
- Catalogus librorum, qui in Bibliotheca ad S. Zenonum asservantur conscriptus anno 1782, 2 Bände, 1782.
- Theologie ohne Hexen und Zauberer, Waisenhausbuchdruckerey, Salzburg 1784.
- Anekdotenbuch für katholische Priester, 5 Bände, 1787–1789.
- Kurze Abhandlungen über wichtige Religionsgegenstände für das gemeine Christenvolk, 2 Bände, Zaunrith, Graz 1788–1789.
- Beichtgespräche, das ist: Dialogen zwischen einem Beichtvater und seinen Bußkindern, Lentner, München 1816.
- Über religiöse Mysterien: ein Versuch zur Vereinigung der christlichen Religions-Parteyen, Giel, München 1818.
- Hundert moralische Kriegs-Artikel, München 1825.
- Die göttliche Einsetzung der katholischen Bischöfe, Lentner, München 1828.